# Benthoxynus spiculifer
Benthoxynus spiculifer är en kräftdjursart som beskrevs av Humes 1984. Benthoxynus spiculifer ingår i släktet Benthoxynus och familjen Dirivultidae. Inga underarter finns listade i Catalogue of Life.